# Dayou (sockenhuvudort i Kina, Jiangxi Sheng, lat 26,15, long 116,18)
Dayou är en sockenhuvudort i Kina. Den ligger i provinsen Jiangxi, i den sydöstra delen av landet, omkring 280 kilometer söder om provinshuvudstaden Nanchang. Antalet invånare är 19 476. Befolkningen består av 9 532 kvinnor och 9 944 män. Barn under 15 år utgör 23,0 %, vuxna 15-64 år 68 %, och äldre över 65 år 8,0 %.
Runt Dayou är det ganska tätbefolkat, med 230 invånare per kvadratkilometer. Närmaste större samhälle är Rentian, 18,7 km söder om Dayou. I omgivningarna runt Dayou växer huvudsakligen savannskog.
Genomsnittlig årsnederbörd är 2 191 millimeter. Den regnigaste månaden är maj, med i genomsnitt 351 mm nederbörd, och den torraste är oktober, med 24 mm nederbörd.